# Az Újabb bolondos dallamok epizódjainak listája
Ez a lap az Újabb bolondos dallamok című sorozat epizódjai mutatja be.

## Évados áttekintés
| Évad | Évad | Epizódok | Eredeti sugárzás | Eredeti sugárzás    | Magyar sugárzás                                                  | Magyar sugárzás                                                     |
| Évad | Évad | Epizódok | Évadpremier      | Évadfinálé          | Évadpremier                                                      | Évadfinálé                                                          |
| ---- | ---- | -------- | ---------------- | ------------------- | ---------------------------------------------------------------- | ------------------------------------------------------------------- |
|      | 1    | 26       | 2011. május 3.   | 2012. február 7.    | 2012. január 5. (Cartoon Network) 2012. szeptember 1. (RTL Klub) | 2012. november 11. (RTL Klub) 2012. november 18. (Cartoon Network)* |
|      | 2    | 26       | 2012. október 2. | 2013. augusztus 31. | 2013. április 5. (Cartoon Network) 2015. január 17. (RTL Klub)   | 2014. február 7.                                                    |

* Mivel a magyar Cartoon Network csütörtökönként szünetekkel adta le az epizódokat és mivel a sok ünnepnapon is adta az új részeket az RTL Klub ezért az RTL előbb adta le a részeket.

## Évadok

### 1. évad
| # | Szám | Cím                                                 | Magyar vetítés                                                   | Eredeti vetítés      | Eredeti nézettség (millió fő) |
| --- | ---- | --------------------------------------------------- | ---------------------------------------------------------------- | -------------------- | ----------------------------- |
| 1 | 1    | „Best Friends (Legjobb barátok)”                    | 2012. január 5. (Cartoon Network) 2012. szeptember 1. (RTL Klub) | 2011. május 3.       | 2,462                         |
| Tapsi és Dodó elindulnak egy versenyen, amin azt teszik próbára, hogy a legjobb barátok mennyire ismerik egymást. Miután ott vesztenek, Tapsi elmondja Dodónak, hogy nem tartja őt a legjobb barátjának, amitől Dodó nagyon elszomorodik. Ezért Speedy Gonzales segítségével megpróbál a legjobb barátja lenni Tapsinak. El is viszi Tapsit a verseny fődíjára, egy hajókirándulásra, ahol viszont mindenben próbálja kiszolgálni Tapsit, és kezd túlzásokba is esni. Dal: Elmer Fudd - "A grill sajt" (Grilled Cheese) |      |                                                     |                                                                  |                      |                               |
| 2 | 2    | „Members Only (Belépés csak tagoknak)”              | 2012. szeptember 2. (RTL Klub)                                   | 2011. május 10.      | 2,228                         |
| Dodó megpróbál bejutni egy szabadidő klubba, ezért hallgatózva megszerzi az egyik vendég azonosító számát és ezzel a számmal jár be a klubba. Egyszer elviszi Tapsit is, aki teniszezés közben összetalálkozik Lolával, akivel össze is jönnek. Ám Lola nem tud leszakadni Tapsiról még egy másodpercre sem, ezért Tapsi megpróbálja lerázni. Dal: Marvin - "Marslakó vagyok" (Bubble Trouble) Kengyelfutó Gyalogkakukk és Prérifarkas epizód: "Bubi baj" (Bubble Trouble) |      |                                                     |                                                                  |                      |                               |
| 3 | 3    | „Jailbird and Jailbunny (Rács mögött)”              | 2012. szeptember 8. (RTL Klub)                                   | 2011. május 17.      | 2,075                         |
| Dodó, Tapsi és Cucu malac a Grand kanyonhoz utaznak, ahol lecsukják Dodót szemetelésért. Dodó és Tapsi a bíróságon viselkedésük miatt börtönbe kerülnek, amit Tapsi megszeret, de Dodó megszökteti magukat. Dodónak nehéz dolga van a bujdosásban, ugyanis össze van láncolva Tapsival, aki próbál visszajutni a börtönbe. Dal: Rissz-Rossz Sam - "Felrobbanok" (Blow My Stack) |      |                                                     |                                                                  |                      |                               |
| 4 | 4    | „Fish and Visitors (Az ördögi kör)”                 | 2012. szeptember 9. (RTL Klub)                                   | 2011. május 24.      | 2,133                         |
| Dodó és Tapsi szomszéda, Rissz-Rossz Sam átáll a napenergiára, pont amikor hetekre beborul az ég. Sam ezután beköltözik Tapsiékhoz, akik nem bírják elviselni Sam szokásait. Tapsi ezért mindent megpróbál Sam eltüntetésére, amihez Dodó idegesítő trükkjei is segítségére vannak. Dal: Henery Hawk és Bóbita kakas - "Sólyomka" (Chickenhawk) |      |                                                     |                                                                  |                      |                               |
| 5 | 5    | „Monster Talent (A tehetségkutató)”                 | 2012. szeptember 15. (RTL Klub)                                  | 2011. május 31.      | 2,330                         |
| Dodó úgy dönt, segít a szomszéd boszorkány gyerekének, Szőreboglyának barátokat szerezni. Ezt végül úgy próbálja elérni, hogy felkészíti az iskola ki mit tudjára. Közben Tapsi szerepel Speedy mirelit pizza reklámjában, ahol az "Ez klassz!" kijelentésével világhírűvé válik, és mindenki személyesen akarja tőle hallani. Kengyelfutó Gyalogkakukk és Prérifarkas epizód: "Vezeték a homokban" (A Zipline in the Sand) |      |                                                     |                                                                  |                      |                               |
| 6 | 6    | „Reunion (Az osztálytalálkozó)”                     | 2012. szeptember 16. (RTL Klub)                                  | 2011. június 7.      | 2,448                         |
| Dodónak hamarosan gimnáziumi találkozója lesz, de ő nem akar rá elmenni, mivel a gimiben még ő volt a sztár, most meg egy pancser lett. Tapsi ezért az tanácsolja, hogy Dodó hazudjon az életéről, és hogy szemmel tarthassa Dodó hazugságait - és mert ő kihagyta a gimit - ő is vele megy a találkára. Ám végül nem tartja szemmel Dodót, aki így mindent összehazudik. Dal: Bóbita kakas - "A nyakas kakas" (Cock of the Walk) Kengyelfutó Gyalogkakukk és Prérifarkas epizód: "A nagyság átka" (Fee Fi Fo Dumb) |      |                                                     |                                                                  |                      |                               |
| 7 | 7    | „Casa de Calma”                                     | 2012. szeptember 22. (RTL Klub)                                  | 2011. június 14.     | 2,205                         |
| Dodó és Tapsi nyaralni mennek egy üdülőhelyre. Később észreveszik, hogy ott nyaral a híres színésznő, Scarlett Johansson is, aki kegyeiért Dodó küzd meg. Ám sehogy sem akar neki sikerülni, és mindig a színésznő testőrének öklével kerül szembe. Ehhez persze némi köze van Tapsinak is, akinek viszont sikerül megszerettetnie magát a színésznővel. Dal: Speedy Gonzales - "A sajtbandita" (Queso Bandito) Kengyelfutó Gyalogkakukk és Prérifarkas epizód: "Vitorlát fel!" (Sail Fail) |      |                                                     |                                                                  |                      |                               |
| 8 | 8    | „Devil Dog (A sátán kutyája)”                       | 2012. szeptember 23. (RTL Klub)                                  | 2011. június 21.     | 1,964                         |
| Pete, a puma lesz az állatkert új gondozója, ám véletlenül kiengedi a szörnyű tasmán ördögöt. A tasmán ördög végül Tapsiékhoz kerül, aki miután nem találja a gazdáját megtartja. Ám A tasmán ördög, akinek Tapsi a Bundás nevet adta elég vad, és folyton megtámadja őt és főleg Dodót. Később Speedy segítségével rájön hogy szelídítheti meg Bundást, és ezek után tanítja és benevezi egy versenyre. Időközben viszont Dodó rájön, hogy Bundás valójában a tasmány ördög, és próbálja előle megmenteni Tapsit Kengyelfutó Gyalogkakukk és Prérifarkas epizód: "Vissza a múltba" (Unsafe at Any Speed) |      |                                                     |                                                                  |                      |                               |
| 9 | 9    | „The Foghorn Leghorn Story (Bóbita története)”      | 2012. szeptember 29. (RTL Klub)                                  | 2011. június 28.     | 2,035                         |
| Dodó lesz a főszereplő Bóbita, a kakas saját életéről szóló filmjében, amiben ő játssza a címszerepet. Ám a forgatásoknál adódnak Dodóval problémák. Közben Sam és Tapsi beleesnek egy Bundás által ásott gödörbe, amiben találnak egy ódon vázát, amiről kiderül, hogy 1 000 000 dollárt is ér. Kengyelfutó Gyalogkakukk és Prérifarkas epizód: "A lopakodó végzet" (Silent But Deadly) |      |                                                     |                                                                  |                      |                               |
| 10 | 10   | „Eligible Bachelors (Partiképes agglegények)”       | 2012. szeptember 30. (RTL Klub)                                  | 2011. július 5.      | 2,108                         |
| Dodó és Tapsi részt vesznek egy agglegény aukción, ahol a kultúrát támogatják az összegből, és ahol a vevő 24 órán át bármit tehet a megvett agglegénnyel. Tapsit Lola veszi meg, és hamar elviteti magukat Párizsba. Közben Dodót Nagyi veszi meg, aki elmeséli neki hogy Csőrikével hogyan mentették meg Párizs műkincseit a náci Németországtól. Kengyelfutó Gyalogkakukk és Prérifarkas epizód: "Téli baklövés" (Winter Blunderland) |      |                                                     |                                                                  |                      |                               |
| 11 | 11   | „Peel of Fortune (Feltalálók)”                      | 2012. október 6. (RTL Klub)                                      | 2011. július 12.     | 2,244                         |
| Miután Dodó sokadszorra megtudja, hogy Tapsi a sok pénzét a répahámozó feltalálásából szerezte, úgy dönt hogy ő is feltalál valamit. Ám mivel minden találmányát már régen feltalálták, ezért ellopja Tapsi automata répahámozójának terveit, és irtóra gazdag lesz. Az elszegényedett Tapsi közben nem bírja ki a házát megvett Dodó szokásait, ezért visszaköltözik a régi lyukába. Ám hamarosan Dodónak a segítségére lesz szüksége, ugyanis Dodó rosszul építette meg az automata répahámozót ami így gyulladásveszélyes és amit kivontak a forgalomból, ezért le akarják dózerolni Dodó házát. Dal: Tapsi Hapsi és Lola - "Szeretünk" (We Are in Love) Kengyelfutó Gyalogkakukk és Prérifarkas epizód: "Vas farkas" (Heavy Metal) |      |                                                     |                                                                  |                      |                               |
| 12 | 12   | „Double Date (Dupla randi)”                         | 2012. október 7. (RTL Klub)                                      | 2011. július 19.     | 1,924                         |
| Dodó egy kis csalással nyer egy romantikus estét, amire el akarja vinni a fénymásolós lányt, Tinát. Mivel nem tud jól csajozni, ezért Tapsi megkéri Lolát, hogy tanítsa Dodót. Ám miután egy Lola szerint minden nőt elbűvölő szöveget felolvastat Dodóval egyből beleszeret és mikor megtudja hogy Dodó nem vele akar elmenni a randira, ezért Tapsival szintén ugyanott randiznak, hogy kifigyelhesse Dodót. Dal: Mac, Tosh (a két hörcsög) és Marvin - "Légy udvarias" (Be Polite) Kengyelfutó Gyalogkakukk és Prérifarkas epizód: "Sisyphusi kín" (Wile E. Sisyphus) |      |                                                     |                                                                  |                      |                               |
| 13 | 13   | „To Bowl or Not to Bowl (Bowling vagy nem bowling)” | 2012. október 13. (RTL Klub)                                     | 2011. július 26.     | 2,246                         |
| Dodó Cucuból, Pete-ből és Marvinból álló csapatával próbálják megnyerni a tekebajnokságot és legyőzni Dodó középiskolai riválisát, Terry Delgado-t. Ám miután Terry beszerez egy folyton taroló embert Dodó elkezd keményen edzeni csapatával, amiben Cucu meg is sérül, és Dodó kénytelen bevenni Cucu helyére Tapsit. Dal: Csőrike és Szilveszter - "A sárga madár" (Yellow Bird) Kengyelfutó Gyalogkakukk és Prérifarkas epizód: "Veszett motorosok" (Vicious Cycles) |      |                                                     |                                                                  |                      |                               |
| 14 | 14   | „Newspaper Thief (Az újságtolvaj)”                  | 2012. október 14. (RTL Klub)                                     | 2011. augusztus 23.  | 2,157                         |
| Dodó sokkot kap, amiért nem találja az újságát. Dodó a szomszédjaira gyanakszik, de nem tudja hogy bizonyítsa be. Végül Cucu segítségével rájön, hogy eszeljen ki egy tervet Tapsi vacsorájára, amit azért csinálnak, hogy bocsánatot kérjenek a szomszédoktól minden Dodó által okozott bajra. Dal: Taz, a tasmán ördög - "Az ördögi tasmán" (Tasmanian Meltdown) Kengyelfutó Gyalogkakukk és Prérifarkas epizód: "Farkas-tempó" (Gone in 60 Parsecs) |      |                                                     |                                                                  |                      |                               |
| 15 | 15   | „Bugs & Daffy Get a Job (Tapsi és Dodó új munkája)” | 2012. október 20. (RTL Klub)                                     | 2011. augusztus 30.  | 2,284                         |
| Tapsit megőrjíti Dodó horkolása, ezért elküldeti az orvoshoz, ahol miután Dodó megtudja hogy évek óta egy kinövés van az orrán megműtteti az arcát. Közben Tapsi jelentkezik Cucu munkahelyére, ahol megmutatja Cucunak, hogyan érezze jól magát és szórakozzon a munkahelyén. Kengyelfutó Gyalogkakukk és Prérifarkas epizód: "Totális lehidalás" (Heartbreak Bridge) |      |                                                     |                                                                  |                      |                               |
| 16 | 16   | „That's My Baby (Az én kicsikém)”                   | 2012. október 21. (RTL Klub)                                     | 2011. szeptember 6.  | 2,557                         |
| Tinának vigyáznia kell a nővérének a gyerekére, ám be kell mennie dolgozni, ezért rábízza Dodóra. Dodó eleinte nem tud jól vigyázni a babára, de elkezd tanfolyamra járni, és annyira megkedveli a kisbabát hogy nehezen adja vissza, és utána is követi a babát. Közben tapsi észreveszi hogy Cucut hányszor bepalizzák, ezért megpróbál segíteni rajta. Dal: Pepe: "A borz-dalom" (Skunk Funk) Kengyelfutó Gyalogkakukk és Prérifarkas epizód: "Terepkín" (Camo-Coyote) |      |                                                     |                                                                  |                      |                               |
| 17 | 17   | „Sunday Night Slice (Vasárnap este)”                | 2012. október 22. (RTL Klub)                                     | 2011. szeptember 13. | 2                             |
| Tapsi elmeséli hogy hogyan alakult meg Speedy étterme, a Pizzariba. Mikor Mr.Girardi bezárja az üzletét, ahova Tapsi, Dodó és Cucu vasárnaponként járt, Tapsi úgy dönt, megveszi az éttermet. Ám az étterme kudarcot vall, hála a személyzetben lévő Pete-nek, Marvinnak és Dodónak. Később a hipergyors Speedy segítségével mégis sikerül megmenteni az éttermet. Dal: Dodó kacsa - "A varázsló" (Daffy Duck the Wizard) Kengyelfutó Gyalogkakukk és Prérifarkas epizód: "Repülő farkas" (Go Fly a Coyote) |      |                                                     |                                                                  |                      |                               |
| 18 | 18   | „The DMV (A KRESZ-vizsga)”                          | 2012. október 23. (RTL Klub)                                     | 2011. szeptember 20. | 1,739                         |
| Tapsi és Dodó moziba mennének, ám Dodó szabálytalanságot követ el, és elveszik a jogsiját. Később ugyanez történik Lolával és Cucuval is. Dodó és Lola persze kicsit csal, és mindketten lenyúlják Cucu dolgozatát az elméleti vizsgán, és így mindketten bekerülnek a gyakorlatiba. Az oktató pedig Sam, Tapsi szomszédja, akit kis mérete miatt Dodó átvág vezetés közben, Lola vezetésétől pedig halálra dermed. Közben Tapsi is próbál valahogy hazajutni. Kengyelfutó Gyalogkakukk és Prérifarkas epizód: "Kis autó, nagy baj" (Remote Out of Control) |      |                                                     |                                                                  |                      |                               |
| 19 | 19   | „Off Duty Cop (Szolgálaton kívül)”                  | 2012. október 27. (RTL Klub)                                     | 2011. szeptember 25. | 1,663                         |
| Dodó úgy dönt hasonlítani akar kedvenc sorozatának, a Remegált Hekusnak a főszereplőjére, Steve St. James-re és elkezd bűnözőket üldözni. Segítőtársának, a sofőrnek, név szerint Brandon Steel-nek - bár inkább csak sofőrnek nevezik - Cucut választja. Közben Tapsi vizsgálatra meg, ahol a doki szerint le kell szoknia a kávézásról. Mivel nem bírja kávé nélkül, ezért a Sam által árusított koffeinmentes energiát adó italt, a Pezsit kezdi inni. Ám Tapsi ettől csak még hiperaktívabb lesz, és még több Pezsit akar. Kengyelfutó Gyalogkakukk és Prérifarkas epizód: "Egyszer fent, egyszer lent" (Butte E. Fall) |      |                                                     |                                                                  |                      |                               |
| 20 | 20   | „Working Duck (A dolgozó kacsa)”                    | 2012. október 28. (RTL Klub)                                     | 2011. november 1.    | 2,087                         |
| Dodót megint kirugják a munkahelyéről miután megint elszúr valamit. Később az EnormoCorp cégnél lesz muffinos, majd hamarosan a cég igazgatójának, Bóbita kakasnak lesz a jobbkeze és egyben döntéshozója, hamarosan pedig ő lesz az egész cégnek az elnöke. Ám később rájön, hogy igazgatóként nehezebben bír dönteni mint muffinosként. Dal: Speedy Gonzales - "Pizzariba" (Pizzariba) Kengyelfutó Gyalogkakukk és Prérifarkas epizód: "Egy újabb rossz ötlet" (Another Bat Idea) |      |                                                     |                                                                  |                      |                               |
| 21 | 21   | „French Fries (Sült krumpli)”                       | 2012. november 1. (RTL Klub)                                     | 2011. november 8.    | 1,688                         |
| Jön a rögbi döntő és Cucu 3 jegyet szerzett magának, Tapsinak és Dodónak. Ám Dodó összeveszik Cucuval amiért Cucu evett a krumpliból, amit Dodó a sajátjának tart. E miatt Cucu nem akarja odaadni Tapsinak a jegyet, ám Tapsi mindent megtesz, hogy eljusson a meccsre. Közben Sam Tapsiék előtt gyakorolja a kapuba rúgást, ugyanis rögbi meccsen esélye lesz gólt rúgni, és ha gólt rúg akkor nyer 1 millió dollárt. Dal: Lola - "Elnökök napja" (Presidents' Day) |      |                                                     |                                                                  |                      |                               |
| 22 | 22   | „Beauty School (A szépség iskolája)”                | 2012. november 2. (RTL Klub)                                     | 2011. november 15.   | 1,948                         |
| Tina úgy dönt, fodrász akar lenni, de később kiderül hogy Dodó mesteri fodrász, és inkább ő menjen fodrásznak. Később Dodó ezt meg is teszi, de Tinának öltözve. Közben Cucu nőfogás gyanánt táncleckéket vesz Speedy-től, amiben Tapsi is segít, akin Dodó gyakorol hajakkal és ezért lánynak öltözik. E miatt Tapsiba beleszeret Speedy, Lola pedig féltékeny lesz és nyomozni kezd. Dal: Dodó kacsa és Cucu - "Robotszerelem" (Giant Robot Love) |      |                                                     |                                                                  |                      |                               |
| 23 | 23   | „The Float (A parádékocsi)”                         | 2012. november 3. (RTL Klub)                                     | 2011. november 22.   | 1,758                         |
| Dodó papírmaséból csinált karneválkocsija tönkrement és úgy dönt, vesz helyette egy jachtot. A jachtra való pénzt Cucutól szerzi azzal, hogy azt hazudja veseátültetésre kell. Később ezt Tapsi és Cucu megtudja és a hajón Cucu és Dodó összeverekszik. Ám hamarosan észreveszik, hogy a hajó elsodródott a parttól, és minden ami a visszautazáshoz kell nincs meg, mivel Dodó azokat kispórolta a hajóról, hogy a pénzből mást vehessen. Dal: Mac és Tosh - "Én így, te úgy" (You Like / I Like) |      |                                                     |                                                                  |                      |                               |
| 24 | 24   | „The Shelf (A polc)”                                | 2012. november 4. (RTL Klub)                                     | 2012. január 24.     | 1,521                         |
| Tapsi megnyerte a Nobel-díjat, és egy polcot akar csinálni neki. Mivel azt gondolja, ha Nobel-díjas akkor egy polcot is fel tud rakni, neki is kezd a polcrakásnak. Ám a polc felrakásával egyre több gondot okoz a házban, e miatt Dodó és Speedy kiköltözik onnan. Dodó Cucunál száll meg és Cucut a szolgájává teszi, Speedy-nek pedig Lola vesz egy új házat és rendezi be. Dal: Dodó kacsa és Cucu - "Bóvli" (Chintzy) Kengyelfutó Gyalogkakukk és Prérifarkas epizód: "Elfújta a szél" (Goner with the Wind) |      |                                                     |                                                                  |                      |                               |
| 25 | 25   | „The Muh-Muh-Muh-Murder (Gyi-gyi-gyi-gyilkosság)”   | 2012. november 10. (RTL Klub)                                    | 2012. január 31.     | 1,302                         |
| Dodó - mivel nincs kulcsa Tapsi házához - átmegy Cucuhoz. Ott a híradóban elhangzott kinézet ismertető miatt azt hiszi, hogy Cucu a külvárosi fojtogató. Később Cucu titokban aznapra szervezi meg Dodó szülinapját, ám a készülődésből Dodó egyre biztosabb lesz abban, hogy Cucu egy gyilkos. Közben Lola eltöri a lábát, és hat hét múlva veszik le a gipszet, és ez ideig Tapsihoz költözik. |      |                                                     |                                                                  |                      |                               |
| 26 | 26   | „Point, Laser Point (Pont lézerpont)”               | 2012. november 11. (RTL Klub)                                    | 2012. február 7.     | 1,521                         |
| Tapsi és Dodó mivel látják milyen magányosan él Nagyi úgy döntenek, elmennek oda ahova ő is. Közben Szilveszter folyton üldözi a piros pontot, amit egy lézeres macskajáték ad ki. Ezért Szilveszter elmegy egy pszichológushoz, aki segítségével rájön, hogy azért üldözi a pontot mert az anyja jut róla az eszébe, ezért meglátogatja az anyját. Dal: Speedy Gonzales - "Asztal egy személyre" (Table for One) Kengyelfutó Gyalogkakukk és Prérifarkas epizód: "Becsapós csapda" (Shut Your Trap) |      |                                                     |                                                                  |                      |                               |

### 2. évad
| # | Szám | Cím                                                                                              | Magyar vetítés                                                    | Eredeti vetítés     | Eredeti nézettség (millió fő) |
| --- | ---- | ------------------------------------------------------------------------------------------------ | ----------------------------------------------------------------- | ------------------- | ----------------------------- |
| 27 | 1    | „Bobcats on Three!”                                                                              | 2013. április 5. (Cartoon Network) 2015. január 18. (RTL Klub)    | 2012. október 2.    | 1,655                         |
| Szőreboglya vízilabda csapata Dodót akarja edzőnek, aki viszont nem ért a sporthoz, ami miatt folyton vesztenek. Hamarosan viszont Dodó rájön a tökéletes megoldásra, és Szőreboglyát állítja a kapuba. Eközben Cucu elkezd főzni a nagyija receptjeiből, ami Tapsinak annyira ízlik, hogy folyton azokat eszi, és ettől kezd elhízni. Dal: Marvin, a marslakó - "A lézersugár" (Laser Beam)                                                                              |      |                                                                                                  |                                                                   |                     |                               |
| 28 | 2    | „You've Got Hate Mail (Gyűlölködő üzenete érkezett)”                                             | 2013. április 12. (Cartoon Network) 2015. január 17. (RTL Klub)   | 2012. október 9.    | 1,706                         |
| Dodó megtanulja Tina-tól, hogyan adja ki az indulatát: leírja e-mailben hogy mit gondol másokról, majd kitörli az e-mailt. Ám Dodó véletlenül mindenkinek elküldi a levelet - kivéve Cucunak -, és megpróbálja kitörölni azt Tina gépéről, mielőtt az elolvasná. Eközben Tapsi rajta lesz Lola családjának idei képén, ám eltörik az egyik foga, ami miatt Lola mindent elkövet a kép elkészülése ellen.                                                                  |      |                                                                                                  |                                                                   |                     |                               |
| 29 | 3    | „Itsy Bitsy Gopher (Icipici mókus)”                                                              | 2013. április 19. (Cartoon Network)                               | 2012. október 16.   | 1,328                         |
| Dodó és Lola éppen új lámpát akarnak venni Tapsinak, amikor is megtudják, hogy Mukit (Tosh) elrabolták. Lola és Dodó nyomozni kezd az ügyben, de sehogy se tudna előrébb haladni. Közben Tapsira marad a feladat, hogy elkapja az otthonában élő mérges pókot, amihez Cucu és Bundás segítségét is igénybe veszi. Dal: Rissz Rossz Sam - "A bajusz" (Moostache) |      |                                                                                                  |                                                                   |                     |                               |
| 30 | 4    | „Rebel Without a Glove (Kesztyű nélküli lázadó)”                                                 | 2013. április 26. (Cartoon Network) 2015. január 25. (RTL Klub)   | 2012. október 23.   | 1,570                         |
| Dodó rájön, hogy a neve őrültet, idiótát jelent, ezért megváltoztatja a nevét Professzorra, majd később tanítani kezd politológiát abban az iskolában, ahova Cucu is jár. Eközben Dodó miatt Tapsi összes kesztyűje összemegy, ezért Tapsi ideiglenesen egy motoros kesztyűt kezd el hordani, ami a személyiségét is megváltoztatja. |      |                                                                                                  |                                                                   |                     |                               |
| 31 | 5    | „Semper Lie (A haditengerészetnél)”                                                              | 2013. május 2. (Cartoon Network) 2015. február 1. (RTL Klub)      | 2012. október 30.   | 1,492                         |
| Tapsi nem akar elmenni Cucuval a Barackfesztiválra, ezért folyamatos hazudozásba kezd, aminek eredményeként el kell játszania a saját nővérét. Eközben Dodó az egyik hazugság miatt azt hiszi, hogy Tapsi kirakja, ezért új lakást keres, majd végül csatlakozik a Haditengerészethez. |      |                                                                                                  |                                                                   |                     |                               |
| 32 | 6    | „Father Figures (Apafigurák)”                                                                    | 2013. május 9. (Cartoon Network)                                  | 2012. november 6.   | 1,624                         |
| Apa-fia teniszversenyt rendeznek, amin Tapsi és Lola apja együtt indulnak, bár az összecsiszolódás nem megy könnyen. Eközben Cucu mentorálni kezd egy csirkemániás sólymot, a mentorprogramot látva pedig Dodó is jelentkezik, bár ő a mentorálni valóak közé - a mentora pedig nem más lesz, mint Bóbita kakas. |      |                                                                                                  |                                                                   |                     |                               |
| 33 | 7    | „Customer Service (Ügyfélszolgálat)”                                                             | 2013. május 16. (Cartoon Network)                                 | 2012. november 13.  | 1,781                         |
| |      |                                                                                                  |                                                                   |                     |                               |
| 34 | 8    | „The Stud, the Nerd, the Average Joe, and the Saint (A sportos, a kocka, az átlagos és a szent)” | 2013. május 23. (Cartoon Network)                                 | 2012. november 20.  | 1,538                         |
| |      |                                                                                                  |                                                                   |                     |                               |
| 35 | 9    | „It's a Handbag (Ez egy kézitáska!)”                                                             | 2013. május 30. (Cartoon Network)                                 | 2012. november 27.  | 1,618                         |
| |      |                                                                                                  |                                                                   |                     |                               |
| 36 | 10   | „A Christmas Carol (Karácsonyi ének)”                                                            | 2013. december 22. (Cartoon Network) 2015. február 14. (RTL Klub) | 2012. december 4.   | 2,013                         |
| A Karácsony idén káoszba fulladni látszik, mivel 40 fokos meleg van. A karácsonyi szellem jegyében Lola elő akarja adni Charles Dickens klasszikusát, a Karácsonyi éneket, ám kicsit másként. Az előadás előtt azonban mindenki leesik a csapóajtón, így Tapsinak kell végigcsinálnia a teljes darabot. Eközben Bóbita és Dodó az északi sarkra mennek, hogy ott beindítsák Bóbita hatalmas ventilátorát, ami havat fúj a városba, ám gondjaik adódnak az áramellátással. |      |                                                                                                  |                                                                   |                     |                               |
| 37 | 11   | „We're In Big Truffle (Szarvasgomba-hibák)”                                                      | 2013. június 6. (Cartoon Network) 2015. február 21. (RTL Klub)    | 2013. január 22.    | 1,793                         |
| Tapsi és Lola elvállalja, hogy vigyáz Szőreboglyára, amíg Hazel távol van, ám Lola átváltoztatja őt és az óráját - az egyikből béka, a másikből medve lesz. Eközben Dodó Cucuval kerestet szarvasgombát az erdőben, ám eltévednek, és hamarosan összefutnak a medvével is. |      |                                                                                                  |                                                                   |                     |                               |
| 38 | 12   | „Dear John (Kedves John!)”                                                                       | 2013. június 13. (Cartoon Network)                                | 2013. január 29.    | 1,759                         |
| Dal: Mac és Tosh - "Sosem válunk el" (Drifting Apart) |      |                                                                                                  |                                                                   |                     |                               |
| 39 | 13   | „Daffy Duck, Esquire (Dr. Dodó)”                                                                 | 2013. június 20. (Cartoon Network) 2015. február 28. (RTL Klub)   | 2013. február 5.    | 1,552                         |
| Tina édesapja, Frank látogatóba érkezik lányához, és magas elvárásai vannak a barátját illetően. Ezt megtudva Dodó ügyvédi irodát nyit Lola segítségével, hogy elkápráztassa Frank-et, ám hamarosan megkapja első ügyét Rissz Rossz Samnek köszönhetően. Eközben Tapsi az átverés miatt átveszi Dodó életmódját, ám hamarosan Frank elkezdi megkedvelni. |      |                                                                                                  |                                                                   |                     |                               |
| 40 | 14   | „Spread Those Wings and Fly (Tárd szélesre szárnyad s szállj!)”                                  | 2013. november 15. (Cartoon Network)                              | 2013. február 12.   | 1,715                         |
| |      |                                                                                                  |                                                                   |                     |                               |
| 41 | 15   | „The Black Widow (A Fekete Özvegy)”                                                              | 2013. november 22. (Cartoon Network) 2015. március 7. (RTL Klub)  | 2013. április 23.   | 1,804                         |
| Dodó és Cucu a tavaszi szüretre mennek Mexikóba, de eltévednek, és teljesen másik városba jutnak. Eközben Tapsi próbálná kiélvezni Dodó hiányát, ám Lola megzavarja azt, ugyanis elvesztette anyja láncát, amit titokban vett kölcsön. Lola nem akarja ezt bevallani és az egészet egy filmes bűnözőre, a Fekete Özvegyre fogja, majd az álca feltartása végett ellop egy gyémántot is, amit Tapsinak kell visszajuttatnia.                                               |      |                                                                                                  |                                                                   |                     |                               |
| 42 | 16   | „Mrs. Porkbunny's (Répatorta)”                                                                   | 2013. november 29. (Cartoon Network)                              | 2013. április 30.   | 1,356                         |
| Dal: Rissz Rossz Sam - "Csőre töltve" (Stick to My Guns) |      |                                                                                                  |                                                                   |                     |                               |
| 43 | 17   | „Gribbler's Quest (A gép rabjai)”                                                                | 2013. december 6. (Cartoon Network) 2015. március 14. (RTL Klub)  | 2013. május 7.      | 1,504                         |
| Dodó internetes vásárlás függő lett, amit Tapsi megun, és minden tárgyát visszaküldeti. Dodó ezt kijátszva máshova akarja küldetni a csomagjait, amíg be nem iratkozik egy terápiára, amitől teljesen megváltozik. Eközben Tapsi kipróbálja Dodó internetről rendelt játékát, aminek a függőjévé válik. Dal: Szőreboglya - "Az ének ereje" (I Love to Sing-A) Dal: Dodó kacsa - "A karneválkocsi" (Parade Float)                                                          |      |                                                                                                  |                                                                   |                     |                               |
| 44 | 18   | „The Grand Old Duck of York (York kacsája)”                                                      | 2013. december 13. (Cartoon Network) 2015. április 11. (RTL Klub) | 2013. május 14.     | 1,477                         |
| Dodónak egy torkán akadt pizza miatt halál közeli élménye lesz, aminek hatására elkezd zongorázni tanulni Nagyinál, de borzalmasan megy neki. A zene elviselése végett Tapsi fülldugókat szerez be, amiket később rengeteg más helyzetben is felhasznál, míg egyszer csak nagy galibába keveredik. Eközben Speedy egy másik étteremmel verseng. Dal: Dodó kacsa és Tapsi Hapsi - "Dodó öröksége" (Daffy's Legacy)                                                         |      |                                                                                                  |                                                                   |                     |                               |
| 45 | 19   | „Ridiculous Journey (Nevetséges utazás)”                                                         | 2013. december 20. (Cartoon Network)                              | 2013. május 21.     | 1,672                         |
| |      |                                                                                                  |                                                                   |                     |                               |
| 46 | 20   | „Shell Game (A nagy átverés)”                                                                    | 2013. december 27. (Cartoon Network) 2015. április 18. (RTL Klub) | 2013. június 25.    | 1,521                         |
| Dodó széke tönkre megy, ezért Tapsi vesz neki egy újat; ám sehogy sem jön be neki az új szék, ezért Lola segítségét kéri. Eközben Tapsi véletlen nekimegy Cecil teknősnek, akinek ettől megreped a páncélja, a javítás összegét Tapsinak kell fizetnie. Ám Tapsi elkezd nyomozni a teknős után, és egy hatalmas átverést leplez le. Dal: Tapsi Hapsi, Lola apja - "Csodálatos Tapsi" (Amazing Bugs)                                                                       |      |                                                                                                  |                                                                   |                     |                               |
| 47 | 21   | „Year of the Duck (A kacsa éve)”                                                                 | 2014. január 3. (Cartoon Network)                                 | 2013. július 23.    | 1.688                         |
| |      |                                                                                                  |                                                                   |                     |                               |
| 48 | 22   | „Gossamer is Awesomer (Szőreboglya a menő)”                                                      | 2014. január 10. (Cartoon Network)                                | 2013. július 30.    | 1.360                         |
| |      |                                                                                                  |                                                                   |                     |                               |
| 49 | 23   | „Here Comes the Pig (Jön a malac)”                                                               | 2014. január 17. (Cartoon Network)                                | 2013. augusztus 13. | 1.322                         |
| |      |                                                                                                  |                                                                   |                     |                               |
| 50 | 24   | „Mr. Weiner (A virslikirály)”                                                                    | 2014. január 24. (Cartoon Network)                                | 2013. augusztus 20. | 1.532                         |
| |      |                                                                                                  |                                                                   |                     |                               |
| 51 | 25   | „Best Friends Redux (Legjobb barátok)”                                                           | 2014. január 31. (Cartoon Network)                                | 2013. augusztus 27. | 1.568                         |
| Tapsi találkozik régi barátjával Rodney nyúllal. Dodó irigykedni kezd, ezért belopózik Szőreboglyáék házába, hogy egy időgép segítségével megakadályozza a két nyúl találkozását. Ám amikor Dodó visszajön kiderül, hogy így ő sem találkozott Tapsival, ezért újabb időutazást kell tennie. Dal: Dodó kacsa, Tapsi Hapsi - "A hosszú fülü nyúlboy" (Long-Eared Drifter)                                                                                                  |      |                                                                                                  |                                                                   |                     |                               |
| 52 | 26   | „SuperRabit (Szupernyúl)”                                                                        | 2014. február 7. (Cartoon Network)                                | 2014. augusztus 31. | 1.030                         |
| Tapsi egy régi tárgy megtalálása után bevallja Dodónak, hogy régen ő volt Szupernyúl, Kripton utolsó nyula. A legyőzhetetlen nyúl önteltsége miatt azonban véletlen kiszabadítja börtönéből Zod tábornokot és csatlósait, akik ellen minden erejét és furfangját össze kell szednie. Az epizód Superman karakterének és filmjeinek paródiája (az epizód végén a John Williams-féle Superman főcímdal eleje is elhangzik).                                                 |      |                                                                                                  |                                                                   |                     |                               |